# Шагадам
Шагадам Туркменбаши футбол топари або просто Шагадам (туркм. Şagadam Türkmenbaşy futbol topary) — туркменський професіональний футбольний клуб із міста Туркменбаші. Виступає у Вищій лізі Туркменістану.

## Історія
Шагадам - назва місцевості, де в 1869 році був заснований Красноводськ (нині місто Туркменбаші). До 1991 року команда мала назву Досана . До червня 1992 році грала під назвою «Нафтовик», а потім - «Хазар». 
У 2002 році клуб зайняв перше місце в Чемпіонаті Туркменістану та став першою не столичною командою, яка завоювала чемпіонство. У 2003 році команда брала участь в Кубку Співдружності 2003, виступ виявився невдалим, «Шагадам» програв усі матчі та вибув з турніру. За підсумками сезону 2003 року команда завоювала бронзові нагороди.
В сезоні 2012 року «Шагадам» посів 5 місце, найкращим бомбардиром став гравець «Шагадама» Олександр Боліян.
В сезоні 2014 року команда завоювала бронзові нагороди, найкращим бомбардиром турніру став гравець «Шагадама» Маммедалі Караданов.

## Досягнення
- Чемпіонат Туркменістану:
  - Переможець: 2002
  - Бронзовий призер: 2003, 2014
- Кубок Туркменістану:
  - Переможець: 2007, 2021[7]
  - Фіналіст:  2002, 2015, 2017, 2022
- Суперкубок Туркменістану:
  - Фіналіст: 2007[8], 2016, 2022

## Керівництво та тренерський штаб
| Посада           | Ім'я                    |
| ---------------- | ----------------------- |
| Керівник команди | Реджепдурди Аннабердиєв |
| Головний тренер  | Аманмурад Мередов       |
| Тренер           | Віталій Анісічкин       |
| Лікар            | Ханджан Миришев         |
| Масажист         | Тойгули Тачмаммедов     |
| Адміністратор    | Олександр Маркосов      |

## Відомі гравці
- Віталій Золотухін
- Джума Мередов
- Юрій Бордолимов
- Микита Горбунов
- Олександр Боліян

## Тренери
- Кудрат Ісмаїлов (2001—2003, 2005, з жовтня по грудень, 2008—2011)
- Армен Сомогонян (2005)[9]
- Курбан Мередов (2006—2008)
- Реджепмурад Агабаєв (2011)
- Аманмурад Мередов (2012—н.ч.)